# 카티 후라도
카티 후라도(Katy Jurado, 1924년 1월 16일 ~ 2002년 7월 5일)는 멕시코의 배우이다. 1974 아리엘상 여우주연상 수상자이다.

## 출연 작품

### 영화
- 하이 눈 - 헬렌 역